# Arctacaridae
Los Arctacaridos son una familia de pequeños ácaros del Orden Mesostigmata. Estos fueron descubiertos y descritos por Evans en 1955 en las regiones árticas del Norte de América.

## Especies
Arctacaridae comprende dos géneros con seis especies reconocidas:
- Género Arctacarus Evans, 1955
  - Arctacarus rostratus Evans, 1955
  - Arctacarus beringianus Bregetova, 1977
  - Arctacarus dzungaricus Bregetova, 1977
- Género Proarctacarus Makarova, 2003
  - Proarctacarus canadensis Makarova, 2003
  - Proarctacarus johnstoni Bregetova, 1977
  - Proarctacarus oregonensis Bregetova, 1977